# Presentimientos
Presentimientos es una película española dirigida por Santiago Tabernero, basada en la novela homónima de Clara Sánchez. Está protagonizada por Eduardo Noriega, Marta Etura y Alfonso Bassave. Se estrenó en España el 24 de enero de 2014. Es el segundo largometraje de su director, tras Vida y color (2005).

## Argumento
La relación de Julia (Marta Etura) y Félix (Eduardo Noriega) pasa por una crisis. Para tratar de reconducir su vida sentimental, la pareja decide evadirse unos días a la playa. Sin embargo, al poco de llegar ambos vuelven a discutir y Julia opta por marcharse. Mientras conduce, alejándose del lugar, oye un violento golpe que hace que se detenga para ver qué ha sucedido. Al regresar, tras no ver nada, descubre que su bolso ha desaparecido dejándola incomunicada mientras se encuentra incapaz de encontrar el camino de regreso. Mientras tanto Félix sale en su búsqueda.

## Reparto principal
- Eduardo Noriega es Félix.
- Marta Etura es Julia.
- Irene Escolar es Sandra.
- Alfonso Bassave es Marcus.
- Silvia Tortosa es Sasha.

## Festivales
La película concurrió en la sección oficial del Festival de Valladolid en 2013.
La película se presentó en la Edición 2014 del Festival Actual.